# Minthea rugicollis
Minthea rugicollis är en skalbaggsart som först beskrevs av Walker 1858.  Minthea rugicollis ingår i släktet Minthea och familjen kapuschongbaggar. Arten förekommer tillfälligt i Sverige, men reproducerar sig inte. Inga underarter finns listade i Catalogue of Life.

## Bildgalleri

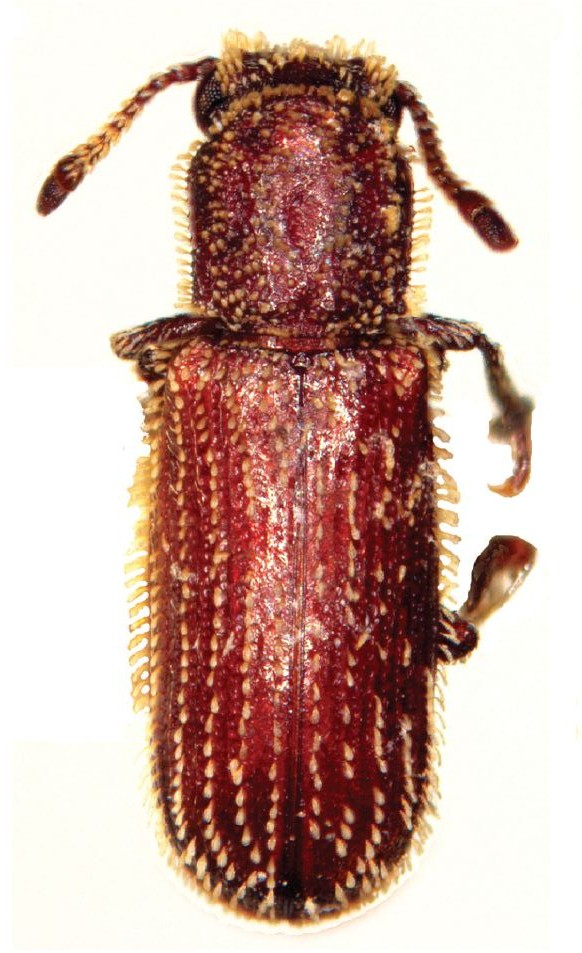
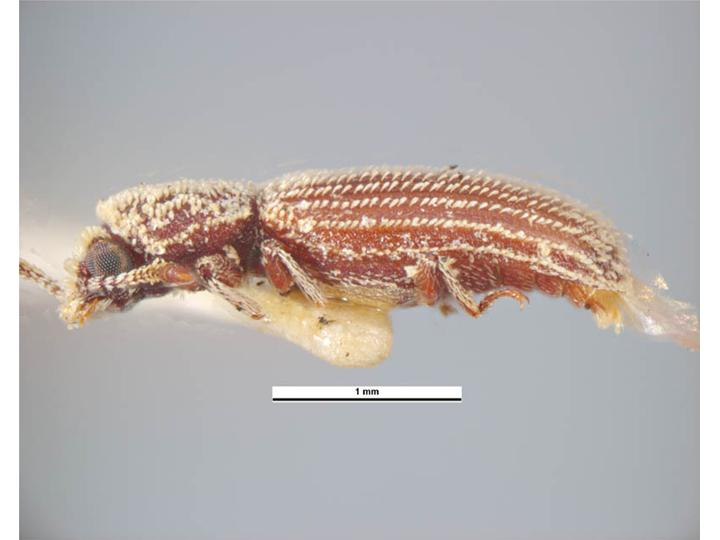